# Mario Massa (Drehbuchautor)
Mario Massa (* 2. Januar 1897 in Foggia; † 1. Januar 1973 in Mailand) war ein italienischer Drehbuchautor und Filmregisseur.
Mario Massa war zunächst Journalist und arbeitete seit den 1930er Jahren für den Film; u. a. schrieb er bis 1952 etwa zehn Filme, meist Komödien oder sentimentale Romanzen. Mit Domenico Gambino inszenierte er seinen einzigen Film als Regisseur, den 1944 erschienenen Vietato ai minorenni.

## Filmografie (Auswahl)
- 1941: Un marito per il mese di aprile
- 1944: Vietato ai minorenni (& Ko-Regie)